# Czarnogóra na Zimowych Igrzyskach Olimpijskich 2022
Czarnogóra na Zimowych Igrzyskach Olimpijskich 2022 – występ kadry sportowców reprezentujących Czarnogórę na igrzyskach olimpijskich, które odbyły się w Pekinie w Chińskiej Republice Ludowej, w dniach 4-20 lutego 2022 roku.
Reprezentacja Czarnogóry liczyła trzech zawodników – jedną kobietę i dwóch mężczyzn.
Był to czwarty start Czarnogóry na zimowych igrzyskach olimpijskich.

## Reprezentanci

### Biegi narciarskie
| Zawodnik           | Konkurencja                | Kwalifikacje | Kwalifikacje | Ćwierćfinały | Ćwierćfinały | Półfinały | Półfinały | Finał   | Finał    | Finał   | Źródło |
| Zawodnik           | Konkurencja                | Czas         | Miejsce      | Czas         | Miejsce      | Czas      | Miejsce   | Czas    | Strata   | Miejsce | Źródło |
| ------------------ | -------------------------- | ------------ | ------------ | ------------ | ------------ | --------- | --------- | ------- | -------- | ------- | ------ |
| Aleksandar Grbović | bieg indywidualny mężczyzn | —            | —            | —            | —            | —         | —         | 52:44.9 | +14:50.1 | 93.     | [ 1 ]  |
| Aleksandar Grbović | sprint mężczyzn            | 3:24,12      | 84.          | NQ.          | NQ.          | NQ.       | NQ.       | NQ.     | NQ.      | 84.     | [ 1 ]  |

### Narciarstwo alpejskie
| Zawodnik        | Konkurencja            | 1 przejazd | 1 przejazd | 2 przejazd | 2 przejazd | Łącznie | Łącznie | Źródło |
| Zawodnik        | Konkurencja            | Czas       | Pozycja    | Czas       | Pozycja    | Czas    | Pozycja | Źródło |
| --------------- | ---------------------- | ---------- | ---------- | ---------- | ---------- | ------- | ------- | ------ |
| Eldar Salihović | slalom mężczyzn        | 1:09,61    | 50.        | 1:02,21    | 39.        | 2:11,82 | 42.     | [ 2 ]  |
| Eldar Salihović | slalom gigant mężczyzn | 1:18.84    | 47.        | 1:22.70    | 42.        | 2:41.54 | 41.     | [ 2 ]  |
| Jelena Vujičić  | slalom kobiet          | DNF        | DNF        | NQ         | NQ         | DNF     | DNF     | [ 3 ]  |
| Jelena Vujičić  | slalom gigant kobiet   | DNF        | DNF        | NQ         | NQ         | DNF     | DNF     | [ 3 ]  |